# Juan Soldevila Romero meggyilkolása
A Juan Soldevila Romero elleni merényletet két spanyol anarchista követte el 1923. június 4-én Zaragozában. A bíboros a helyszínen meghalt.

## Előzmények
Az 1920-as évek elején sorozatos sztrájkok voltak Spanyolországban, köztük Zaragozában is. A gyártulajdonosok a helyi hatalommal összejátszva verték le a munkabeszüntetéseket. A munkások hangadóit, anarchistákat, szocialistákat elbocsátották, a rendőrök zaklatták, gyakran a nagypolgárság által felbérelt gyilkosok megölték. Juan Soldevila ennek a körnek az egyik fontos képviselője volt. Az anarchisták, köztük Buenaventura Durruti és Francisco Ascaso által létrehozott Szolidaritás nevű titkos szervezet úgy döntött, hogy a munkások elleni terrorra válaszul reakciós vezetőket öl meg, köztük a bíborost.

## A merénylet
1923. június 4-én délután négy órakor Juan Soldevila gépkocsija megérkezett Zaragoza külvárosában, a Szent Pál-iskolához. A hátsó ülésen a bíboros és unokaöccse, Luis Latre Jorro ült. A sofőr lelassított a birtok kapuja előtt, és várta, hogy kinyissák azt. Ekkor két anarchista, mintegy három-négy méterről pisztolyból lőni kezdett az autóra. A merénylők tizenhárom lövéséből az egyik szíven találta a bíborost, aki azonnal meghalt. Unokaöccse és a sofőr súlyosan megsebesült. A merénylők felszívódtak, és senki nem tudott vagy akart pontos információkkal szolgálni a rendőröknek.

## Nyomozás
A bíboros nagy megbecsülésnek örvendett Madridban, ezért XIII. Alfonz király a helyszínre küldte egyik titkárát. Az El Heraldo de Aragón azt írta, hogy a rendőrök felderítették az elkövetők lehetséges menekülési útvonalát, és egy eldobott kilenc milliméteres Alkar revolverre bukkantak. A nyomok a Las Delicias munkásnegyedbe vezették a rendőröket, de senkit nem találtak, aki felvilágosítással szolgált volna. Egy másik lap, az Heraldo de Madrid úgy vélekedett, hogy a merényletet nem a szakszervezeti emberek, hanem az anarchisták követték el.
A rendőrség, amelyre súlyos nyomás nehezedett a belügyminisztérium és a helyi kormányzat részéről, egész éjszaka dolgozott, de nem sikerült kiderítenie semmit. A nyomozók az ismert anarchistákra fókuszáltak, és többeket önkényesen őrizetbe vettek. Victoriano Gracia, a Spanyol Munkások Általános Szövetsége helyi szervezetének vezetője figyelmeztette is a hatóságokat, hogy ők lesznek a felelősek mindazért, ami az ártatlan munkások letartóztatása miatt történhet. Fernández Cobos kormányzó – figyelemmel a szakszervezeti állásfoglalásra – arra utasította a rendőröket, hogy csak megfelelő bizonyíték esetén vegyenek őrizetbe bárkit. A korábban őrizetbe vetteket egymás után szabadon bocsátották.

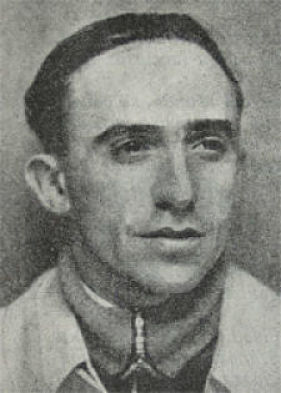
Francisco Ascaso

Késő júniusban a madridi hatóságok megelégelték az eredménytelenséget, és úgy döntöttek, hogy előállnak egy vádlottal. Június 28-án a rendőrség letartóztatta Ángel Pestaña anarchoszindikalista vezetőt terrorizmus vádjával. A vád egy röplapon alapult, amelyet a laktanyákban osztogattak, és arra figyelmeztette a katonákat, hogy feletteseik puccsra készülnek. A röplap ezért arra kérte a hadsereg tagjait, hogy szövetkezzenek a néppel. A zaragozai rendőrség letartóztatta Francisco Ascasót, annak ellenére, hogy a gyilkosság idejére szilárd alibije volt, ugyanis a Predicadores börtönben volt látogatáson.
Az egyház és a szövetségi kormányzat nyomására a zaragozai hatóságok megpróbálták őrizetbe venni a jól ismert anarchistát, Esteban Euterio Salamerót, Bernard és Juliana López Maimart. Salamerót nem találták, ezért a hetvenes éveiben járó anyját tartóztatták le. A rendőrség közölte, addig tartja őrizetben az asszonyt, amíg fia fel nem adja magát. Tizenkét óra múlva Salamero feladta magát, mondván, nincs félnivalója, és édesanyja szabadon bocsátását követelte. A rendőrök úgy akarták rávenni a vallomásra, hogy megverték az anyját előtte, és Salamero el is ismerte a merényletet. A rendőrség négy embert – Francisco Ascasót, a szökésben lévő Rafael Torres Escartínt, valamint Esteban Euterio Salamerót és Juliana López Maimart – akart bíróság elé állítani. A tárgyalásra nem került sor, mert a rabok megszöktek, és külföldre menekültek.